# Nils-Axel Mörner
Nils-Axel Mörner (* 17. März 1938 in Stockholm; † 16. Oktober 2020) war ein schwedischer Ozeanograph. Er war Dekan der Fakultät für Paläogeophysik und Geodynamik an der Universität Stockholm. In seinen späteren Jahren wurde er bekannt für sein Bestreiten von zentralen Aussagen der Klimaforschung, insbesondere des durch die menschengemachte Erderwärmung steigenden Meeresspiegels.

## Leben
1981 bis 1989 war er Präsident der Neotektonik-Kommission der International Union for Quaternary Research (INQUA), 1999 bis 2003 war er Präsident der INQUA-Kommission zur Meeresspiegelveränderung und Küstenentwicklung. Von 1997 bis 2003 stand er dem Projekt über Geomagnetismus und Klima der International Association for the Promotion of Cooperation with Scientists from the New Independent States of the Former Soviet Union (INTAS) vor.
2005 ging er in den Ruhestand.
Nils-Axel Mörner stand dem Intergovernmental Panel on Climate Change (IPCC) äußerst kritisch gegenüber. Er behauptete u. a., im Widerspruch zum Stand der Wissenschaft, dass es gegenwärtig keinen Meeresspiegelanstieg gebe, der Meeresspiegelanstieg sei die „größte jemals verbreitete Lüge“. Mörner glaubte, dass es vielmehr in naher Zukunft eine Abkühlung wegen abnehmender Sonnenaktivität geben und damit einhergehend der Meeresspiegel sinken wird. Er war Mitglied im Beirat mehrerer Klimaleugnergruppierungen, unter anderem in der International Climate Science Coalition (ICSC) und im Europäischen Institut für Klima & Energie (EIKE).
Bis Juli 2003 war er Präsident der Kommission zur Meeresspiegelveränderung und Küstenentwicklung der International Union for Quaternary Research (INQUA). Die INQUA löste die Kommission im Zuge einer Umstrukturierung auf und distanzierte sich 2004 von den Positionen Mörners zum Klimawandel.
Mörner war 2013–2014 Mitherausgeber der Zeitschrift Pattern Recognition in Physics im Verlag von Copernicus Publications. Nach zwei Ausgaben kritisierte der Verlag Plagiate in Artikeln der Zeitschrift, eine nepotistische Auswahl der Reviewer und die Veröffentlichung einer fachfremden, klimaskeptischen Studie und stellte die Zeitschrift ein.
2017 trat er als Gastredner bei einer von den beiden Klimaleugnerorganisationen Europäisches Institut für Klima & Energie (EIKE) und Committee for a Constructive Tomorrow (CFACT) veranstalteten „Klimakonferenz“ in Düsseldorf auf.
2018 wurde bekannt, dass Mörner mehrere vermeintlich peer-reviewte Paper in sogenannten Raubjournalen publizierte, die ein Peer-Review häufig nur vortäuschen. Die Arbeiten wurden von der CO2-Coalition finanziert, einer Klimaleugnerorganisation, die mit der Regierung Trump in Verbindung steht. 2017 hatte er zusammen mit OMICS International, einem indischen Raubjournalverlag, der wegen betrügerischer Geschäftspraktiken verklagt wird, eine vermeintliche Klimakonferenz veranstaltet, die vor allem mit Klimaleugnern besetzt war.
Mörner war überzeugt, dass der Mensch einen Instinkt zur Auffindung von Wasser, Metallen u. a. hat (vgl. Wünschelrute).
Einem Beitrag von Christopher Monckton bei dem zur Klimawandelleugner-Szene zugehörigen Blog Watts Up With That zufolge starb Mörner am 16. Oktober 2020.